# Blue Water/Yes, I Will...
Blue Water/Yes, I Will... (ブルーウォーター / Yes, I Will...?) è il dodicesimo singolo della cantante giapponese Miho Morikawa, pubblicato il 25 aprile 1990 dalla Toshiba EMI. Il singolo è arrivato sino alla diciassettesima posizione della classifica Oricon dei singoli più venduti in Giappone.
I brani presenti nel CD singolo Blue Water e Yes, I Will... sono stati utilizzati rispettivamente come sigla di apertura e sigla di chiusura della serie televisiva anime Nadia - Il mistero della pietra azzurra. L'annuale sondaggio Anime Grand Prix, condotto dalla rivista di settore Animage ha rivelato che Blue Water è la sigla musicale del 1990 più amata dai fan giapponesi.

## Tracce
CD Single (1990)
1. Blue Water (ブルーウォーター?) - 4:07
2. Yes, I Will... - 4:27

Durata totale: 8:34
Blue Water (21st century ver.) (2007) KDSD-121
1. Blue Water (ブルーウォーター?) (21st century ver.)
2. Yes, I Will... (21st century ver.)
3. 忘れない
4. ブルーウォーター(DJ Dr.Knob Remix)
5. Blue Water (ブルーウォーター?) (21st century ver. Instrumental)
6. Yes, I Will... (21st century ver. Instrumental)
7. 忘れない(Instrumental)

Durata totale: 39:00

## Classifiche
| Classifica (1990) | Posizione massima |
| ----------------- | ----------------- |
| Giappone (Oricon) | 17                |